# Lisa O'Hare
Lisa Jane O'Hare (Morecambe, 1983) è un'attrice e soprano britannico, attiva in campo teatrale e televisivo.

## Biografia
Lisa O'Hare dal 1994 al 1999 ha studiato danza alla Royal Ballet School di Londra. Nel 2004 ha fatto il suo debutto nel West End londinese nella produzione originale di Mary Poppins, in cui danzava nell'ensemble ed era la sostituta di Laura Michelle Kelly nel ruolo dell'eponima protagonista. Dopo otto mesi nel cast, la O'Hare si unì alla tournée britannica prodotta da Cameron Mackintosh del musical My Fair Lady, in cui si alternava con Amy Nuttall nel ruolo della protagonista Eliza Doolittle. Nel novembre 2006 è tornata nel musical Mary Poppins nel West End, questa volta nel ruolo della protagonista. Nel maggio del 2007 ha lasciato Mary Poppins per tornare ad interpretare My Fair Lady nella tournée statunitense del musical. 
Nel 2008 è tornata nel Regno Unito per interpretare Gigi nell'omonimo musical al Regent's Park Open Air Theatre con Millicent Martin e Thomas Borchert; nello stesso anno è tornata a recitare nei panni di Mary Poppins nella tournée britannica del musical omonimo.
Dopo aver fatto il suo debutto televisivo nel 2010 in The Closer, nel 2011 ha interpretato Ginevra in Camelot a Sacramento, la protagonista Sally Bowles nel musical Cabaret e nuovamente Gigi a Los Angeles, mentre l'anno successivo è stata la protagonista della produzione australiana di My Fair Lady a Perth. Nel 2013 ha interpretato Maria von Trapp in The Sound of Music a Beverly e ha fatto il suo debutto a Broadway nel musical A Gentleman's Guide to Love and Murder ed è rimasta nel cast per oltre un anno prima di essere sostituita da Scarlett Strallen. Nel 2015 e nel 2016 è tornata a recitare in Mary Poppins a Zurigo e in Australia, mentre nel 2017 ha interpretato nuovamente Eliza in My Fair Lady all'Opera di Chicago accanto a Richard E. Grant. Nel 2018 ha recitato nuovamente a New York nel musical Me and My Girl al New York City Center, mentre nel 2019 è apparsa nel dramma di Florian Zeller The Height of the Storm al Samuel J. Friedman Theatre di Broadway con Jonathan Pryce ed Eileen Atkins.
Dal 2018 al 2019 prende parte a due stagioni della serie tv medical New Amsterdam.

## Filmografia

### Attrice
- The Closer – serie TV, 1 episodio (2010)
- Castle – serie TV, episodio 3x01 (2010)
- Undercovers – serie TV, 1 episodio (2010)
- New Amsterdam – serie TV, 17 episodi (2018-2019)
- The Good Fight – serie TV, 3 episodi (2020)
- The Sandman – serie TV, 2 episodi (2022)
- Mercoledì (Wednesday) – serie TV, episodio 1x03 (2022)

### Doppiatrice
- Mao Mao e gli eroi leggendari - serie TV, 1 episodio (2019)

## Doppiatrici italiane
Nelle versioni in italiano delle opere in cui ha recitato, Lisa O'Hare è stata doppiata da:
- Ilaria Latini in Castle
- Valentina Favazza in Mercoledì